# Sân bay quốc tế Del Caribe Santiago Marino

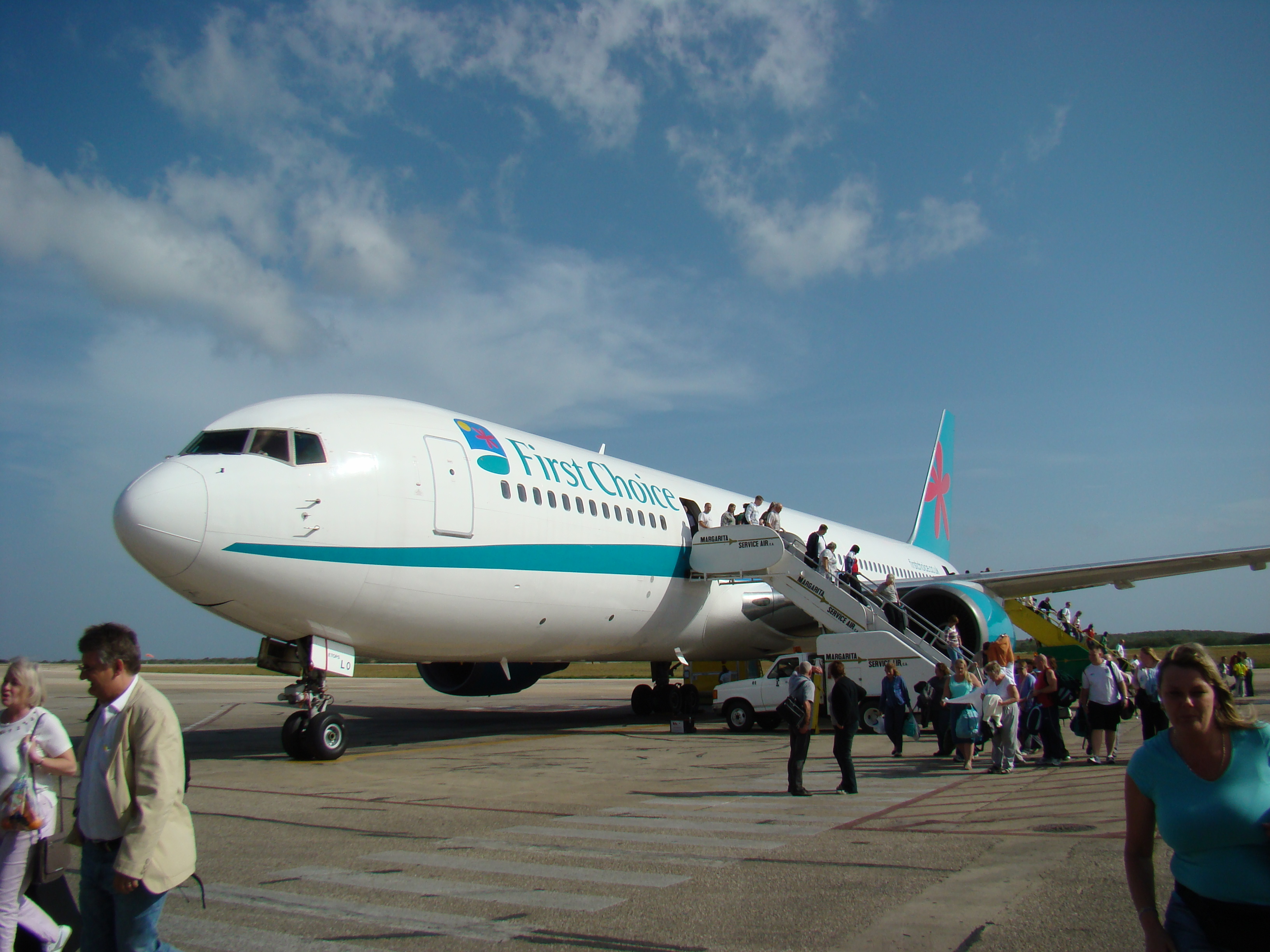
First Choice flight hạ cánh tại sân bay Del Caribe Satiago Marino sau khi xuất phát từ Gatwick. Tháng 11 năm 2007

Sân bay quốc tế Del Caribe Santiago Marino (IATA: PMV, ICAO: SVMG) là một sân bay ở Porlamar, là sân bay thương mại duy nhất ở Isla Margarita, Venezuela. Các tuyến bay quốc tế kết nối sân bay này với Canada, châu Âu, Mỹ, Colombia và Antilles. Các tuyến nội địa hàng đầu là Caracas và Ciudad Bolivar

## Các hãng hàng không và các tuyến bay
| Hãng hàng không    | Điểm đến |
| ------------------ | --- |
| Aerolineas Estelar | Caracas |
| Aeropostal         | Caracas |
| Albatros Airlines  | Cali |
| Avior Airlines     | Barcelona (VE), Caracas, Pereira                                                                                     |
| Conviasa           | Barcelona (VE), Barquisimeto, Caracas, Guayaquil, La Fría, Maracaibo, Maturín, Puerto Ordaz, Tucupita, Valencia (VE) |
| LASER Airlines     | Caracas, Valencia (VE)                                                                                               |
| RUTACA Airlines    | Caracas |
| Turpial Airlines   | Puerto Cabello, Valencia (VE)                                                                                        |
| Venezolana         | Caracas, Maracaibo                                                                                                   |

## Các hãng đã từng hoạt động ở đây
- Prima Charter (Warsaw)
- West Caribbean Airways (Bogota [theo mùa])